# Campeonato Sudamericano de Futsal Sub-17 de 2024
El Campeonato Sudamericano Sub-17 de Futsal de 2024, estilizada como CONMEBOL Sub17 Futsal 2024, fue la cuarta edición del Campeonato Sudamericano de Futsal Sub-17. Se disputó en Paraguay del 17 al 25 de agosto de 2024.

## Equipos participantes
En esta edición participarán los 10 miembros de la CONMEBOL.
| Equipos participantes | Equipos participantes | Equipos participantes | Equipos participantes | Equipos participantes |
| --------------------- | --------------------- | --------------------- | --------------------- | --------------------- |
| Argentina             | Brasil                | Colombia              | Paraguay              | Uruguay               |
| Bolivia               | Chile                 | Ecuador               | Perú                  | Venezuela             |

## Sede
En esta edición, todos los partidos se llevarán a cabo en el COP Arena, parte del Parque Olímpico, en la ciudad Luque, parte del conurbano de Asunción.

## Formato de competencia
El campeonato se disputará en 2 fases: 
- Fase preliminar: será la fase de grupos donde las 10 selecciones estarán divididas en 2 grupos de 5 equipos cada uno. Clasificarán para la semifinal, los equipos que ocupen las dos primeras posiciones en cada grupo. Los demás equipos de cada grupo disputarán las posiciones del quinto al noveno puesto.
- Fase final: será la fase de disputas de los noveno, séptimo y quinto puestos. También en dicha fase se disputan la semifinal, el tercer puesto y final.

Todas las fases se jugarán a una sola rueda de partidos.

## Primera fase

### Grupo A
| Equipo   | Pts | PJ | PG | PE | PP | GF | GC | Dif |
| -------- | --- | -- | -- | -- | -- | -- | -- | --- |
| Brasil   | 12  | 4  | 4  | 0  | 0  | 18 | 3  | 15  |
| Bolivia  | 6   | 4  | 2  | 0  | 2  | 17 | 19 | -2  |
| Paraguay | 6   | 4  | 2  | 0  | 2  | 11 | 14 | -3  |
| Ecuador  | 3   | 4  | 1  | 0  | 3  | 12 | 22 | -10 |
| Colombia | 3   | 4  | 1  | 0  | 3  | 8  | 8  | 0   |

| 17 de agosto de 2024 | Bolivia | 1:5 (0:2) | Colombia | COP Arena, Luque |  |
| 16:45                |         |           |          |                  |  |

| 17 de agosto de 2024 | Paraguay | 5:2 (3:1) | Ecuador | COP Arena, Luque |  |
| 19:00                |          |           |         |                  |  |

| 18 de agosto de 2024 | Ecuador | 1:6 (1:2) | Brasil | COP Arena, Luque |  |
| 16:45                |         |           |        |                  |  |

| 18 de agosto de 2024 | Bolivia | 5:3 (3:1) | Paraguay | COP Arena, Luque |  |
| 19:00                |         |           |          |                  |  |

| 19 de agosto de 2024 | Ecuador | 6:9 (4:6) | Bolivia | COP Arena, Luque |  |
| 16:45                |         |           |         |                  |  |

| 19 de agosto de 2024 | Brasil | 1:0 (1:0) | Colombia | COP Arena, Luque |  |
| 19:00                |        |           |          |                  |  |

| 21 de agosto de 2024 | Brasil | 5:2 (2:2) | Bolivia | COP Arena, Luque |  |
| 16:45                |        |           |         |                  |  |

| 21 de agosto de 2024 | Colombia | 1:3 (0:2) | Paraguay | COP Arena, Luque |  |
| 19:00                |          |           |          |                  |  |

| 22 de agosto de 2024 | Colombia | 2:3 (1:1) | Ecuador | COP Arena, Luque |  |
| 16:45                |          |           |         |                  |  |

| 22 de agosto de 2024 | Paraguay | 0:6 (0:2) | Brasil | COP Arena, Luque |  |
| 19:00                |          |           |        |                  |  |

### Grupo B
| Equipo    | Pts | PJ | PG | PE | PP | GF | GC | Dif |
| --------- | --- | -- | -- | -- | -- | -- | -- | --- |
| Argentina | 12  | 4  | 4  | 0  | 0  | 14 | 2  | 12  |
| Venezuela | 9   | 4  | 3  | 0  | 1  | 11 | 4  | 7   |
| Chile     | 6   | 4  | 2  | 0  | 2  | 11 | 10 | 1   |
| Uruguay   | 1   | 4  | 0  | 1  | 3  | 7  | 16 | -9  |
| Perú      | 1   | 4  | 0  | 1  | 3  | 6  | 17 | -11 |

| 17 de agosto de 2024 | Uruguay | 4:4 (0:1) | Perú | COP Arena, Luque |  |
| 12:00                |         |           |      |                  |  |

| 17 de agosto de 2024 | Argentina | 4:2 (4:1) | Chile | COP Arena, Luque |  |
| 14:30                |           |           |       |                  |  |

| 18 de agosto de 2024 | Chile | 1:2 (1:1) | Venezuela | COP Arena, Luque |  |
| 12:00                |       |           |           |                  |  |

| 18 de agosto de 2024 | Uruguay | 0:5 (0:3) | Argentina | COP Arena, Luque |  |
| 14:30                |         |           |           |                  |  |

| 19 de agosto de 2024 | Chile | 5:3 (1:2) | Uruguay | COP Arena, Luque |  |
| 12:00                |       |           |         |                  |  |

| 19 de agosto de 2024 | Venezuela | 7:1 (4:1) | Perú | COP Arena, Luque |  |
| 14:30                |           |           |      |                  |  |

| 21 de agosto de 2024 | Venezuela | 2:0 (1:0) | Uruguay | COP Arena, Luque |  |
| 12:00                |           |           |         |                  |  |

| 21 de agosto de 2024 | Perú | 0:3 (0:1) | Argentina | COP Arena, Luque |  |
| 14:30                |      |           |           |                  |  |

| 22 de agosto de 2024 | Perú | 1:3 (1:2) | Chile | COP Arena, Luque |  |
| 12:00                |      |           |       |                  |  |

| 22 de agosto de 2024 | Argentina | 2:0 (0:0) | Venezuela | COP Arena, Luque |  |
| 14:30                |           |           |           |                  |  |

## Fase final

### Cuadro de desarrollo
|  | Semifinales | Semifinales |           |        | Final        | Final        |  |
|  |             |             |           |        |              |              |  |
|  |             |             |           |        |              |              |  |
|  | Brasil      | 3           |           |        |              |              |  |
|  | Brasil      | 3           |           |        |              |              |  |
|  | Venezuela   | 0           |           |        |              |              |  |
|  | Venezuela   | 0           |           | Brasil | 0            |              |  |
|  |             |             |           | Brasil | 0            |              |  |
|  |             |             | Argentina | 2      |              |              |  |
|  | Argentina   | 7           | Argentina | 2      |              |              |  |
|  | Argentina   | 7           |           |        |              |              |  |
|  | Bolivia     | 1           |           |        | Tercer lugar | Tercer lugar |  |
|  | Bolivia     | 1           |           |        | Tercer lugar | Tercer lugar |  |
|  |             |             |           |        |              |              |  |
|  |             |             |           |        | Venezuela    | 2            |  |
|  |             |             |           |        | Venezuela    | 2            |  |
|  |             |             |           |        | Bolivia      | 0            |  |
|  |             |             |           |        | Bolivia      | 0            |  |
|  |             |             |           |        |              |              |  |

### Semifinales
| 24 de agosto de 2024 | Brasil | 3:0 (1:0) | Venezuela | COP Arena, Luque |             |
| 16:15                |        |           |           | Árbitro(s):      | Árbitro(s): |

| 24 de agosto de 2024 | Argentina | 7:1 (2:1) | Bolivia | COP Arena, Luque |             |
| 19:00                |           |           |         | Árbitro(s):      | Árbitro(s): |

### Noveno puesto
| 24 de agosto de 2024 | Colombia | 3:1 (2:0) | Perú | COP Arena, Luque |             |
| 11:15                |          |           |      | Árbitro(s):      | Árbitro(s): |

### Séptimo puesto
| 24 de agosto de 2024 | Ecuador | 8:7 (6:4) | Uruguay | COP Arena, Luque |             |
| 13:45                |         |           |         | Árbitro(s):      | Árbitro(s): |

### Quinto puesto
| 25 de agosto de 2024 | Paraguay | 5:4 (1:0) | Chile | COP Arena, Luque |             |
| 11:45                |          |           |       | Árbitro(s):      | Árbitro(s): |

### Tercer puesto
| 25 de agosto de 2024 | Venezuela | 2:0 (1:0) | Bolivia | COP Arena, Luque |             |
| 14:15                |           |           |         | Árbitro(s):      | Árbitro(s): |

### Final
| 25 de agosto de 2024 | Brasil | 0:2 (0:0) | Argentina | COP Arena, Luque |             |
| 17:00                |        |           |           | Árbitro(s):      | Árbitro(s): |

Argentina

Campeón

## Tabla general
| Pos. | Equipo    | Pts | J | G | E | P | GF | GC | Dif. | Rend. |
| ---- | --------- | --- | - | - | - | - | -- | -- | ---- | ----- |
| 1    | Argentina | 18  | 6 | 6 | 0 | 0 | 23 | 3  | 20   | 100%  |
| 2    | Brasil    | 15  | 6 | 5 | 0 | 1 | 21 | 5  | 16   | 83,3% |
| 3    | Venezuela | 12  | 6 | 4 | 0 | 2 | 13 | 7  | 6    | 66,6% |
| 4    | Bolivia   | 6   | 6 | 2 | 0 | 4 | 18 | 28 | -10  | 33,3% |
| 5    | Paraguay  | 9   | 5 | 3 | 0 | 2 | 16 | 18 | -2   | 60%   |
| 6    | Chile     | 6   | 5 | 2 | 0 | 3 | 15 | 15 | 0    | 40%   |
| 7    | Ecuador   | 6   | 5 | 2 | 0 | 3 | 20 | 29 | -9   | 40%   |
| 8    | Uruguay   | 1   | 5 | 0 | 1 | 4 | 14 | 24 | -10  | 6,66% |
| 9    | Colombia  | 6   | 5 | 2 | 0 | 3 | 11 | 9  | 2    | 40%   |
| 10   | Perú      | 1   | 5 | 0 | 1 | 4 | 7  | 20 | -13  | 6,66% |

## Transmisión
- Argentina: DirecTV
- Bolivia: Unitel
- Brasil: YouTube CONMEBOL
- Chile: TVN, DirecTV
- Colombia: Caracol, DirecTV
- Ecuador: DirecTV
- Paraguay: Tigo Sports
- Perú: DirecTV
- Uruguay: DirecTV
- Venezuela: Meridiano TV, DirecTV